# Ulrichia
Ulrichia is een geslacht van uitgestorven kreeftachtigen uit de klasse van de Ostracoda (mosselkreeftjes).

## Soorten
- Ulrichia (Subulrichia) concinna Tillman, 1984 †
- Ulrichia (Subulrichia) elongata (Swartz & Swain, 1941) Abushik, 1971 †
- Ulrichia (Subulrichia) fragilis (Warthin, 1934) Abushik, 1971 †
- Ulrichia (Subulrichia) lebensis Zbikowska, 1973 †
- Ulrichia (Subulrichia) obliqua (Abushik, 1968) Abushik, 1971 †
- Ulrichia (Subulrichia) roliffi Copeland, 1974 †
- Ulrichia acricula Kesling, 1952 †
- Ulrichia aequalis Ulrich & Bassler, 1913 †
- Ulrichia affinis Bassler & Kellett, 1934 †
- Ulrichia alata Oepik, 1953 †
- Ulrichia bicornis (Jones, 1855) Jones, 1890 †
- Ulrichia bilczensis (Alth, 1874) Schmidt, 1941 †
- Ulrichia chekiangensis Hou, 1956 †
- Ulrichia compressa Kesling & Kilgore, 1952 †
- Ulrichia conradi Jones, 1890 †
- Ulrichia crassimuralis (Bassler, 1941) Jones (C. R.), 1987 †
- Ulrichia elegans Abushik, 1968 †
- Ulrichia fastidiosa Kesling & Chilman, 1978 †
- Ulrichia girvanensis (Jones, 1893) Bassler & Kellett, 1934 †
- Ulrichia girvanensis Jones, 1893 †
- Ulrichia grayae Jones, 1893 †
- Ulrichia illinearis Kesling, 1953 †
- Ulrichia irenica Gusseva, 1972 †
- Ulrichia krekenavaensis Neckaja, 1967 †
- Ulrichia kuckersiana Bonnema, 1909 †
- Ulrichia lauta Gailite, 1971 †
- Ulrichia longior Zagora (K.), 1968 †
- Ulrichia macgilvrayensis Copeland, 1974 †
- Ulrichia macronodosa Henningsmoen, 1948 †
- Ulrichia mattei Copeland, 1974 †
- Ulrichia mayensis Vannier, 1986 †
- Ulrichia palisadica Sethi, 1979 †
- Ulrichia paucipunctata Pribyl, 1967 †
- Ulrichia paupera (Schmidt, 1941) Pribyl, 1979 †
- Ulrichia pluripuncta Swartz, 1936 †
- Ulrichia reticulata Thorslund, 1948 †
- Ulrichia rockpoolensis Copeland, 1974 †
- Ulrichia spinifera Coryell & Maucin, 1936 †
- Ulrichia sulcata (Knuepfer, 1968) Schallreuter, 1986 †
- Ulrichia terminata Swartz, 1936 †
- Ulrichia ventura Stover, 1956 †
- Ulrichia verticalis Copeland, 1974 †